# セルヒオ・エスクデロ
セルヒオ・アリエル・エスクデロ（スペイン語: Sergio Ariel Escudero, 1964年2月10日 - ）は、アルゼンチン・ブエノスアイレス出身の元サッカー選手、サッカー指導者。ポジションはフォワード、ミッドフィールダー。2007年に日本国籍を取得。兄のオズバルド・エスクデロ、息子のエスクデロ競飛王、甥（オスバルドの息子）のダミアン・エスクデロもサッカー選手。指導者の道を進み、埼玉栄高校の監督を務め、2019〜2024までは埼玉県の強豪トリコロールFC　https://tricolorefc.jp/　で監督を務めた

## 略歴

### 選手時代
アルゼンチン北部のコリエンテス州パソ・デ・ロス・リベレスで生まれ
、7歳のときに移り住んだブエノスアイレスでバビーフットボール（6人制サッカー）を始め、9歳からチャカリタ・ジュニアーズの育成組織で育つ。
1980年にチャカリタのトップチームに昇格。当時のチャカリタは3部リーグ所属だったが、その後2部リーグ（プリメーラB）、1部リーグ（プリメーラ）へと昇格。センターフォワードおよび左右ウイングとしてプレーした。1987年にはレンタル移籍によりボリビアのザ・ストロンゲストに1シーズン在籍、コパ・リベルタドーレスの出場権を獲得した。翌シーズンはスペイン2部リーグのグラナダCFに移籍し、2シーズン在籍。1990年、アルゼンチンのCAアトランタに移籍。
浦和レッズでプレーしていた兄・オズバルドに誘われ、1992年6月に浦和レッズに加入した。しかし、サテライトで7試合出場したもののトップリーグでは出場のないまま1993年1月に引退した。

### 引退後
引退後は当時浦和レッズの育成部門を兼ねていた浦和スポーツクラブのジュニアユースのコーチに就任し、1995年の高円宮杯全日本ユース(U-15)サッカー選手権大会に優勝。1997年から4年間アルゼンチンに帰り、S級ライセンスを取得。1997年にはビーチサッカーのアルゼンチン代表としてプレーした。
2001年に再来日し、柏レイソル青梅のコーチを一年半務めた。2003年より埼玉栄高等学校サッカー部のコーチを2年、総監督を8年務め、その後はロクFCのコーチとして小中学生を指導。2016年より兄のオズバルドが監督を務めるエルサルバドルのCD FASのコーチに就任し、初めてプロチームを指導した。

## 個人成績
| 国内大会個人成績 | 国内大会個人成績 | 国内大会個人成績 | 国内大会個人成績 | 国内大会個人成績 | 国内大会個人成績 | 国内大会個人成績 | 国内大会個人成績 | 国内大会個人成績 | 国内大会個人成績 | 国内大会個人成績 | 国内大会個人成績 |
| 年度             | クラブ           | 背番号           | リーグ           | リーグ戦         | リーグ戦         | リーグ杯         | リーグ杯         | オープン杯       | オープン杯       | 期間通算         | 期間通算         |
| 年度             | クラブ           | 背番号           | リーグ           | 出場             | 得点             | 出場             | 得点             | 出場             | 得点             | 出場             | 得点             |
| 日本             | 日本             | 日本             | 日本             | リーグ戦         | リーグ戦         | リーグ杯         | リーグ杯         | 天皇杯           | 天皇杯           | 期間通算         | 期間通算         |
| ---------------- | ---------------- | ---------------- | ---------------- | ---------------- | ---------------- | ---------------- | ---------------- | ---------------- | ---------------- | ---------------- | ---------------- |
| 1992             | 浦和             | -                | J1               | -                | -                | 0                | 0                | 0                | 0                | 0                | 0                |
| 通算             | 日本             | 日本             | J                | 0                | 0                | 0                | 0                | 0                | 0                | 0                | 0                |
| 総通算           | 総通算           | 総通算           | 総通算           | 0                | 0                | 0                | 0                | 0                | 0                | 0                | 0                |